# Вотфорд (футбольний клуб)
«Во́тфорд» (англ. Watford F.C.) — англійський футбольний клуб з однойменного міста. Заснований 1881 року.
Домашні матчі проводить на стадіоні «Вікерейдж Роуд».

## Історія
Утворений в 1881 році та мав назву «Вотфорд Роверс». Кольори клубу жовто-червоно-чорні. За весь час свого існування зірок з неба клуб не хапав. Винятком стали 1980-ті роки. Саме тоді команду очолив Елтон Джон. Тоді «шершні», як називають гравців «Вотфорда» за червоно-жовто-чорне забарвлення форми, вийшли до фіналу Кубку Англії й стали другими в чемпіонаті країни. Ключовим рішенням Елтона Джона виявилося призначення головним тренером Грема Тейлора. Майбутній наставник збірної Англії був ще молодим спеціалістом, і робота з «Вотфордом» стала для нього бойовим хрещенням. Тейлор блискуче впорався з поставленим перед ним завданням, протягом п'яти років піднявши «шершнів» з глибин на саму вершину: після двох стартових турів чемпіонату Англії — 1982/83 вони очолили таблицю першого англійського дивізіону — попередника нинішньої Прем'єр-ліги. І нехай «шершням» не вдалося завоювати титул чемпіонів Англії, їх друге місце було визнано приголомшливим досягненням. Наступного року команда дісталася до фіналу Кубка Англії, а в Кубку УЄФА — до стадії 1/8 фіналу.
З сезону 2015—2016 по 2018—2019 років клуб виступав в прем'єр-лізі. Через рік повернулись до прем'єр-ліги але цього разу відігравши сезон знову вибули до Чемпіоншипу, де наразі і виступають.

## Досягнення
- Фіналіст Кубку Англії: 1984, 2019
- Срібний призер Першого дивізіону Футбольної ліги: 1982/83
- Переможець плей-оф Чемпіоншипу: 2006
- 1/8 фіналу Кубку УЄФА: 1983/84